# EC Lauterbach
Der EC Lauterbach ist ein Eissportverein aus Lauterbach im hessischen Vogelsbergkreis, dessen Eishockeyabteilung aktuell in der Regionalliga Ost spielt. Der genaue Vereinsname lautet Eissport-Club Lauterbach 2012 e. V.

## Geschichte
Erste Gedanken über eine Vereinsgründung machte man sich im Herbst des Jahres 2011. Die offizielle Gründung fand im Frühjahr 2012 statt, als sich engagierte Eissportfreunde das große Ziel steckten, die Eishalle wieder mit Leben zu füllen. Um diesem Ziel näher zu kommen, wurde eine Spendenaktion ins Leben gerufen, bei der über 130.000,- € durch die Bevölkerung, Vereine sowie regionale und überregionale Unternehmen zusammen kamen. Dank weiterer Zuschüsse von Stadt, Kreis und Land konnte im August 2012 mit der Sanierung der Halle begonnen werden.

## Eishockey

### Sportliche Entwicklung
Auf Antrag des Vereins wurde auf der Ligentagung 2012 entschieden, dass der EC Lauterbach in die fünfte Klasse eingeteilt wird, der Hessenliga des Hessischen Eissportverbandes (HEV). Die Ligenstruktur im deutschen Eishockey geht von der DEL (höchste Klasse) über DEL2, Oberliga, Regionalliga, im Fall der Hessenliga bis hin zur sechsten Klasse der Landesliga. Dort wurde man 2013 Meister und sicherte sich den Aufstiegsplatz in die Regionalliga West (vormals NRW). Ebenfalls wurde man 2013 Pokalsieger.
Die Saison 2013/14 spielte man erstmals viertklassig und beendete die Hauptrunde auf Platz 5. In der darauf folgenden Regionalligapokalrunde siegte man im Finale gegen die Eisadler Dortmund und wurde somit Pokalsieger.
Zur Saison 2013/14 hatte man in der Hessenliga B-Runde eine U10 und eine U8 Mannschaft für den Spielbetrieb gemeldet.
Man spielt unter dem Dach des EC Lauterbach als Mannschaften der Jungen Luchse.
Die Saison 2014/15 wurde wieder in der Regionalliga West bestritten. Man belegte nach der Vorrunde den zweiten Tabellenplatz und nahm an den Play-offs zur Qualifizierung zur Teilnahme an der Oberliga West teil Im Nachwuchsbereich nahmen nun eine U8, eine U10 und eine Kleinschülermannschaft am Spielbetrieb teil.
Vor der Saison 2015/16 wurde der Cheftrainerposten mit Arno Lörsch, einem erfahrenen Oberligatrainer (vorher EHC Neuwied), neu besetzt. Gemeldet ist die Mannschaft im Landesverband NRW für die Regionalliga West. Der LV NRW hat sich hingegen für die Saison 2015/16 auf die Bezeichnung 1. Liga West festgelegt.
Im Herbst 2015 wurde der neue Eishockeyverband Nordrhein-Westfalen gegründet und übernahm für die Saison 2016/17 die Organisation der Regionalliga West, die sich auch seither wieder so bezeichnet. Der EC Lauterbach nimmt zum fünften Mal in Folge an der vierthöchsten Spielklasse teil. Im Nachwuchsbereich stellt man nun zum ersten Mal fünf Mannschaften die am Spielbetrieb des HEV und im Kleinschüler-, Knaben und Schülerbereich auch im Spielbetrieb des EHV NRW teilnehmen.
Obwohl man sich sportlich für die Regionalliga-Saison 2019/20 qualifiziert hatte, musste die Herrenmannschaft aufgrund der fehlenden Finanzierung, den Weg in die Hessenliga antreten. Nachdem die Liga 2020 und 2021 wegen der Covid-19-Pandemie nicht zu Ende gespielt werden konnte, gelang 2022 als Meister der Hessenliga der erneute Aufstieg in die Regionalliga West.
Dort erreichte man in der Saison 2022/23 den 3. Platz in der Hauptrunde sowie das Play-off-Halbfinale und somit das bisher beste Ergebnis der Vereinsgeschichte. Zur 2023/24 schloss der Eishockeyverband Nordrhein-Westfalen Vereine außerhalb Nordrhein-Westfalens aus der von ihm ausgerichteten Regionalliga West aus. Die Luchse wechselten daraufhin in die Regionalliga Ost.

## Weitere Abteilungen
- Eiskunstlauf

## Eisstadion
Die Eisbahn in Lauterbach hat eine lange Tradition und wurde 1972 gebaut. In den Jahren vorher, seit 1963, bekam der Verein VERC Lauterbach den Weiher im Steinigsgrund seitens der Stadt zur Verfügung gestellt. Das Gelände des Weihers im Steinigsgrund wurde 1963 zu einem Natureisstadion umgebaut. Nachdem bereits 1964 Planungen für ein Kunsteisstadion begonnen wurden, zog sich die Umsetzung bis ins Jahr 1970 hin, als im August die Bauarbeiten endgültig begonnen wurden. 1989 wurde die Kunsteisbahn überdacht.
Während der Saison 2008/09 wurde das Stadion nach einer Überprüfung aufgrund von Schäden an der Dachkonstruktion geschlossen. Nachdem klar war, dass seitens des Betreibers, der Stadt, kein Wert auf die Fortführung der Eishalle gelegt wird, wurden erste Gedanken zum Erhalt/Wiedereröffnung der Halle Anfang 2011 gehegt. Im Herbst 2012 sollte das Stadion nach Abschluss der notwendigen Umbaumaßnahmen durch den Anfang 2012 gegründeten EC Lauterbach, der das Stadion von den Stadtwerken Lauterbach übernehmen sollte, wieder den Betrieb aufnehmen. Am 13. November 2012 wurde die Halle nach mehreren Jahren Leerstand wiedereröffnet. Die offizielle Eröffnung der EisArena fand am 28. September 2013 statt.